# Collégiale Notre-Dame de Dinant
Pour les articles homonymes, voir Collégiale Notre-Dame et Notre-Dame.
La Collégiale Notre-Dame de Dinant est un édifice religieux catholique sis en bord de Meuse (rive droite) à Dinant (Belgique). Un premier édifice roman s'étant écroulé, il est remplacé au XIIIe siècle par un autre en style gothique. L'église est l'un des monuments les plus représentatifs de l'architecture gothique de style mosan qui s'est répandu dans l'ancienne principauté de Liège au XIIIe siècle.

## Histoire
L'édifice roman construit auparavant s'écroule en 1227 à la suite de la chute d'un énorme pan de rocher. Il est reconstruit en calcaire de Dinant selon des modèles importés de Bourgogne et de Champagne.

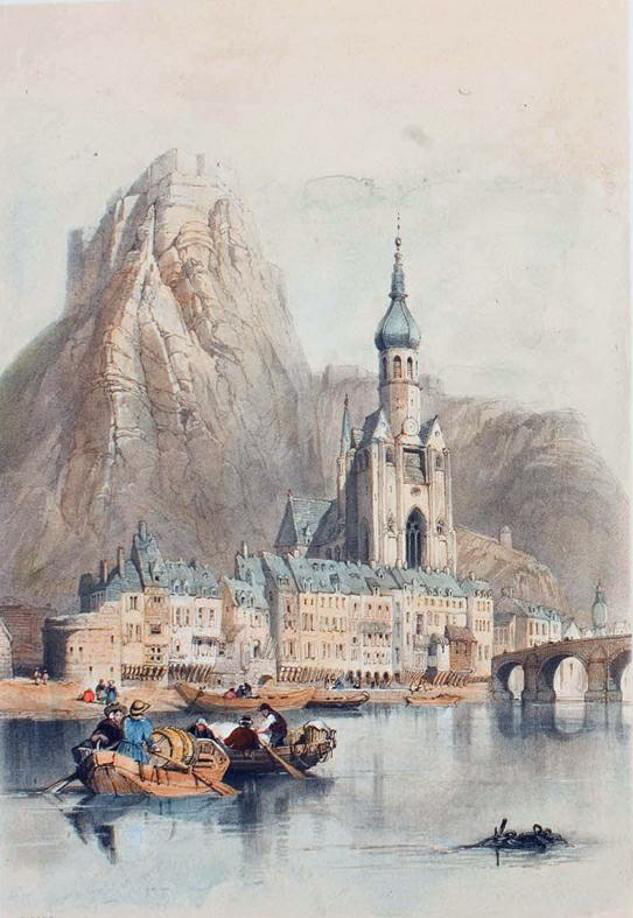
La collégiale Notre-Dame en 1838 (peinture).

Plusieurs évènements endommagèrent gravement l'édifice au cours de son histoire, ainsi le Sac de Dinant en 1466 par Philippe le Bon, le passage des troupes du duc de Nevers en 1554. La collégiale a été restaurée en profondeur au XIXe siècle, sous la conduite des architectes Léopold Schoonejans, Jules-Jacques Van Ysendyck et Auguste Van Assche, dont les travaux visent à restituer l'unité stylistique du XIIIe siècle. L'église est gravement endommagée lors des bombardements et de l'incendie par l'armée impériale allemande lors des Atrocités allemandes en 1914 (voir sac de Dinant) ; la collégiale est reconstruite par l'architecte Chrétien Veraart entre 1919 et 1923. Sauf le clocher bulbeux qui dans sa faiblesse par rapport à la masse rocheuse qui lui sert d'arrière-plan (quand on le voit en amont de la vue ci-dessus) a donné à Jean Lejeune l'idée que le contraste architectural et paysager était une métaphore de la fragilité humaine.

## Description
La collégiale est longue de 50 mètres et large de 30 au transept. Le vaisseau central de la nef a une hauteur de 22 mètres, tandis que les bas-côtés ou collatéraux ont environ 14 mètres. Les colonnes des grandes arcades de la nef sont cylindriques. Le chœur est petit, puisque adossé à de hauts rochers. Le clocher bulbeux domine la Meuse de plus de cent mètres. Victor Hugo qualifie un peu vite ce bulbe d'immense pot à eau[réf. nécessaire].
Les bas-reliefs de la chapelle baptismale ainsi que les fonts baptismaux datent du XIe siècle.
Malgré les dimensions restreintes imposées par l'exiguïté de l'emplacement, l'intérieur produit une impression de grandeur et de sobriété caractéristiques de l'école mosane. L'unité du plan en croix latine est obtenue grâce à l'ordonnance de l'élévation, identique dans l'ensemble de l'édifice : les colonnes monostyles aux chapiteaux octogonaux à feuilles strictes de style régional soutiennent de grandes arcades moulurées, un triforium à arcades trilobées, et de hautes fenêtres au remplage flamboyant.
La collégiale est ornée d'une série de belles peintures de valeur dont les plus jolies toiles sont dues à Antoine Wiertz, enfant du pays, et créateur de l'école romantique en Belgique.

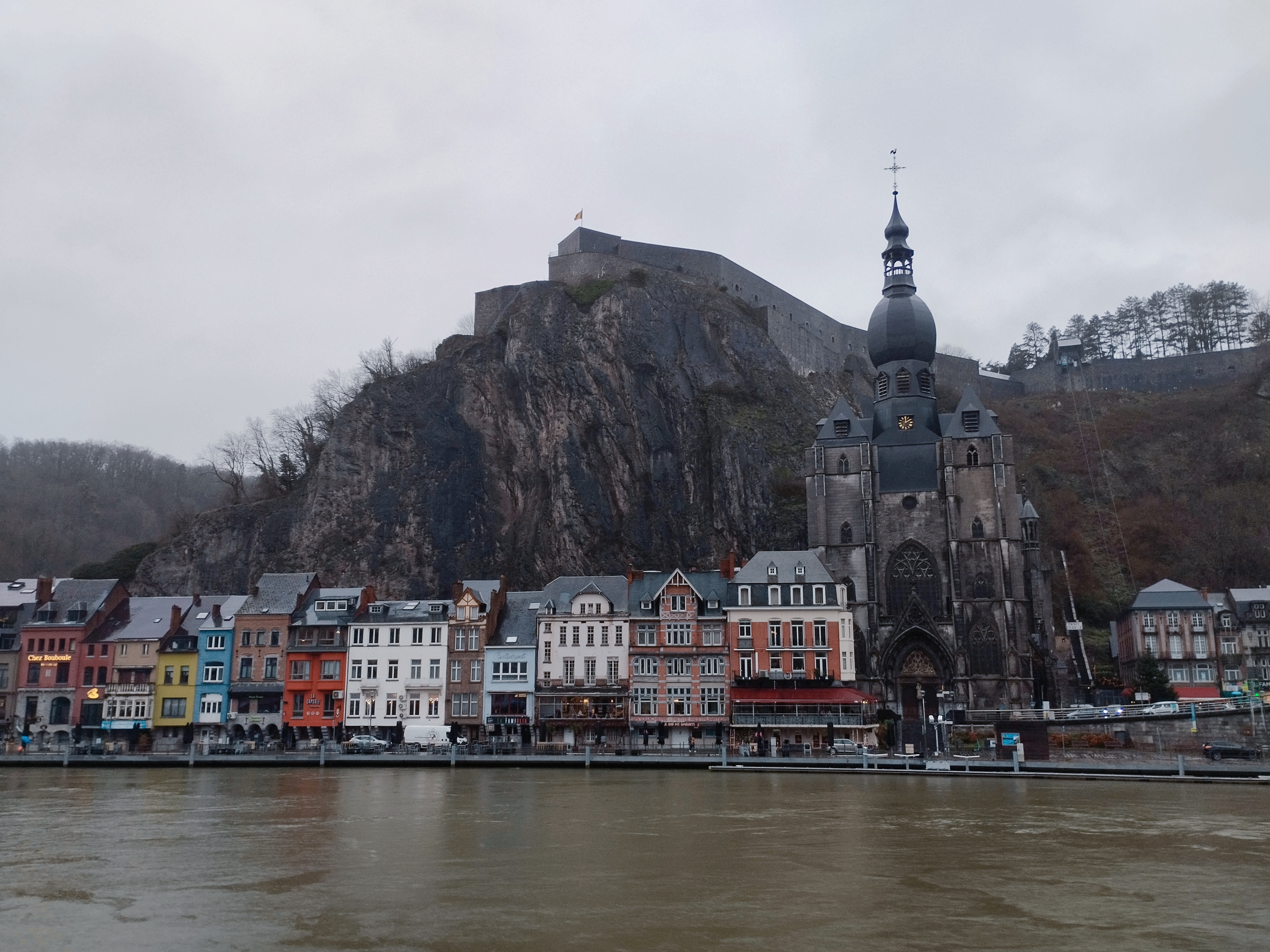
Vue depuis la rive gauche de la Meuse.
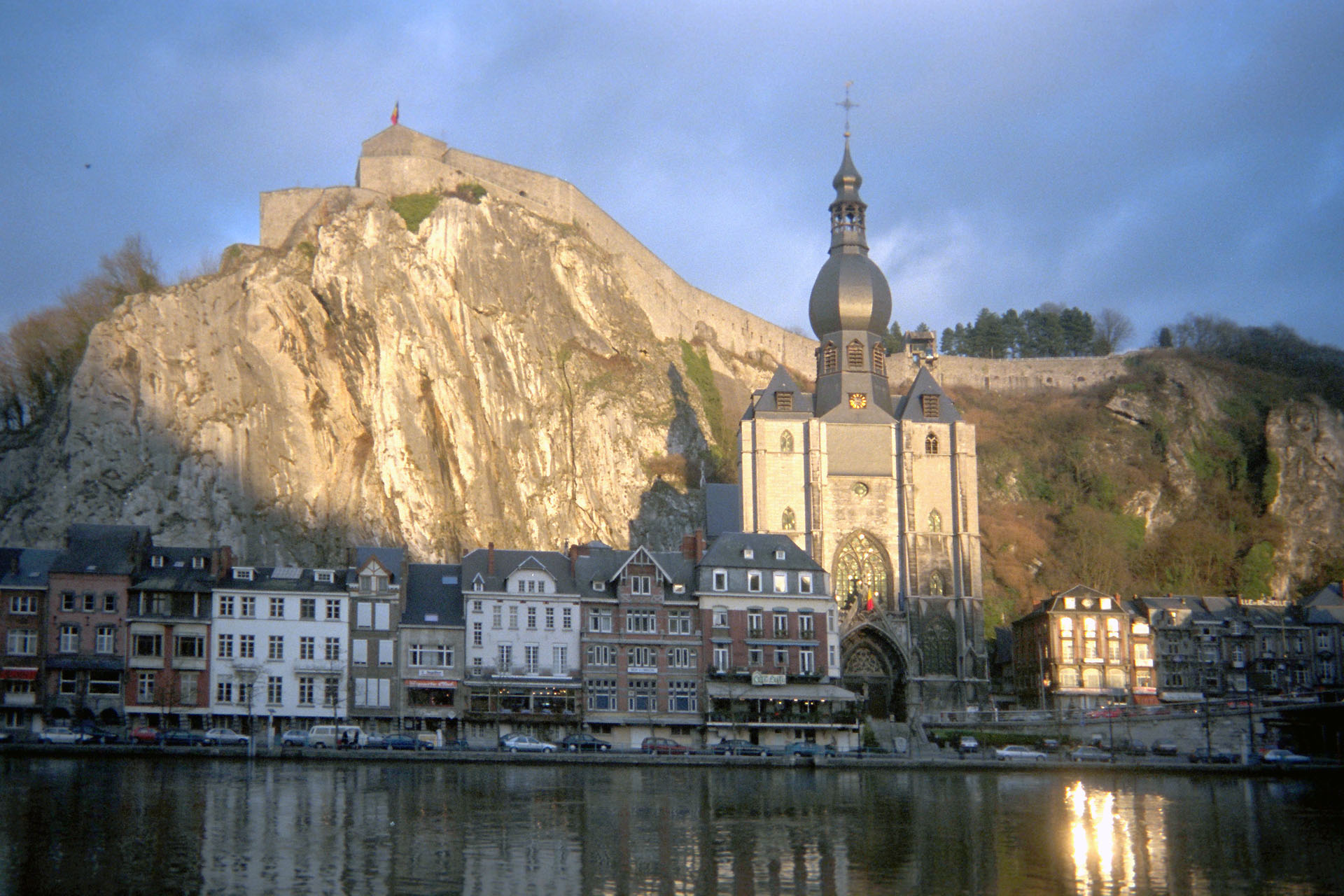
La Meuse, la collégiale et la citadelle.
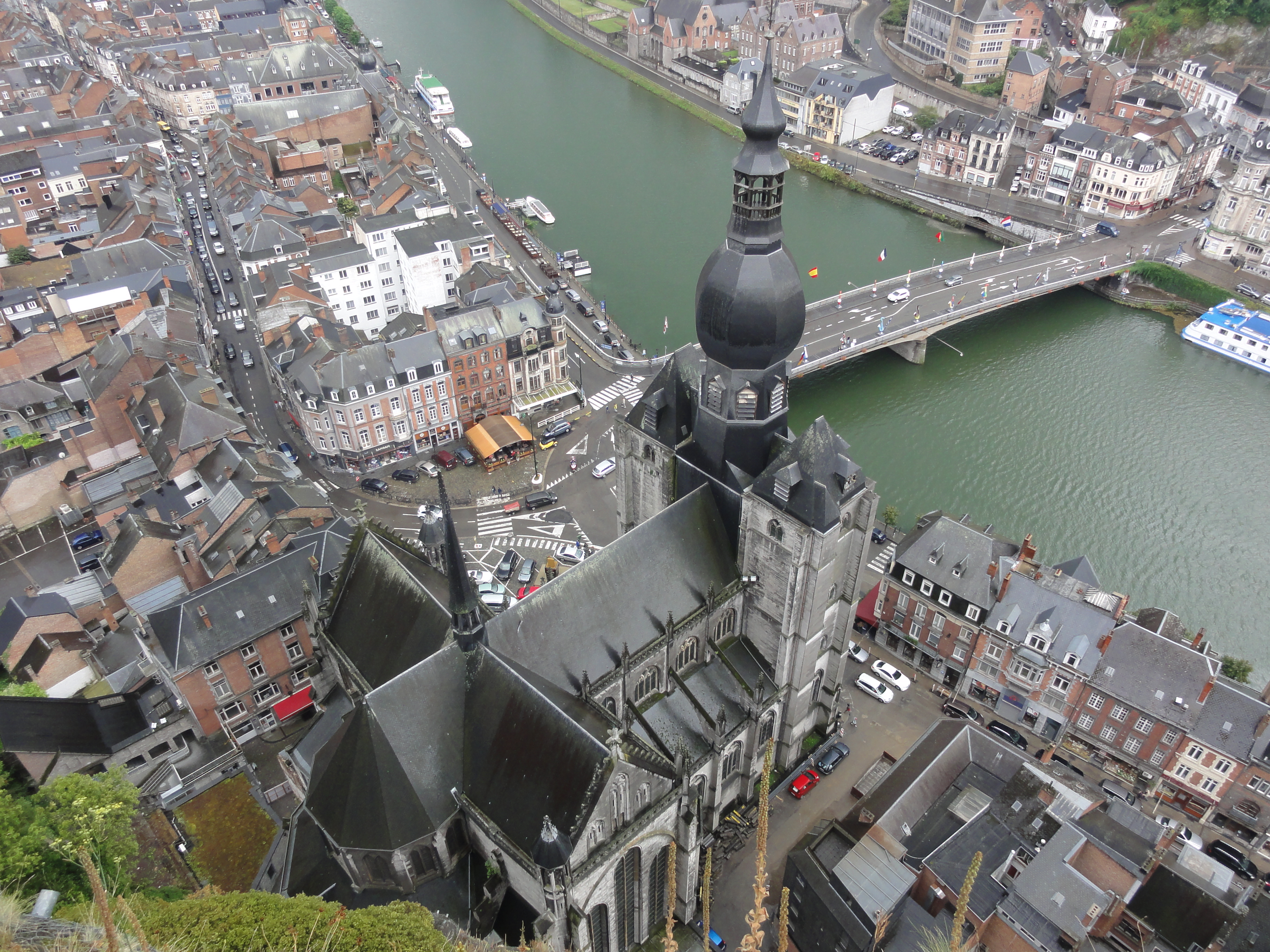
Vue depuis la citadelle.
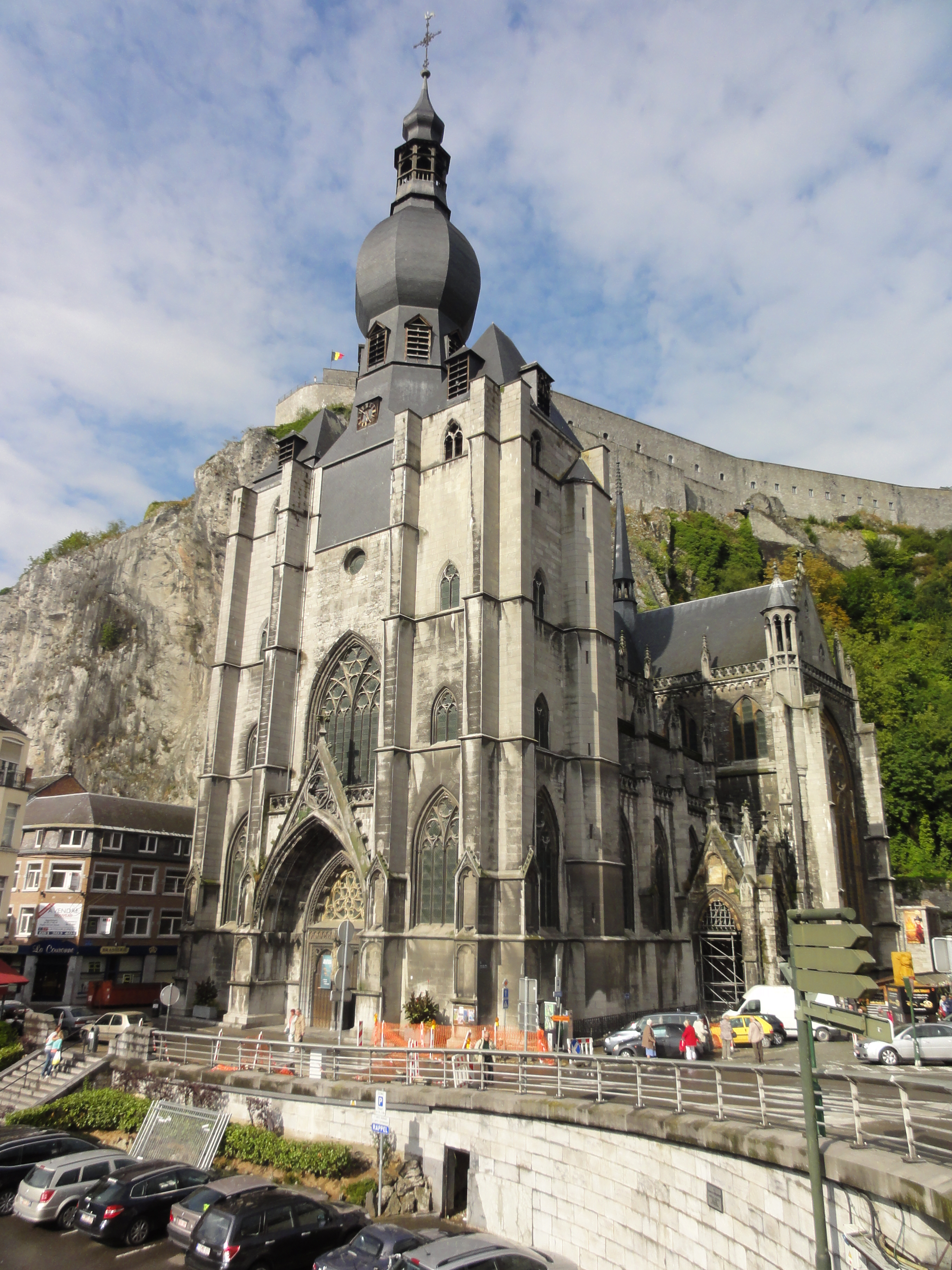
La collégiale.
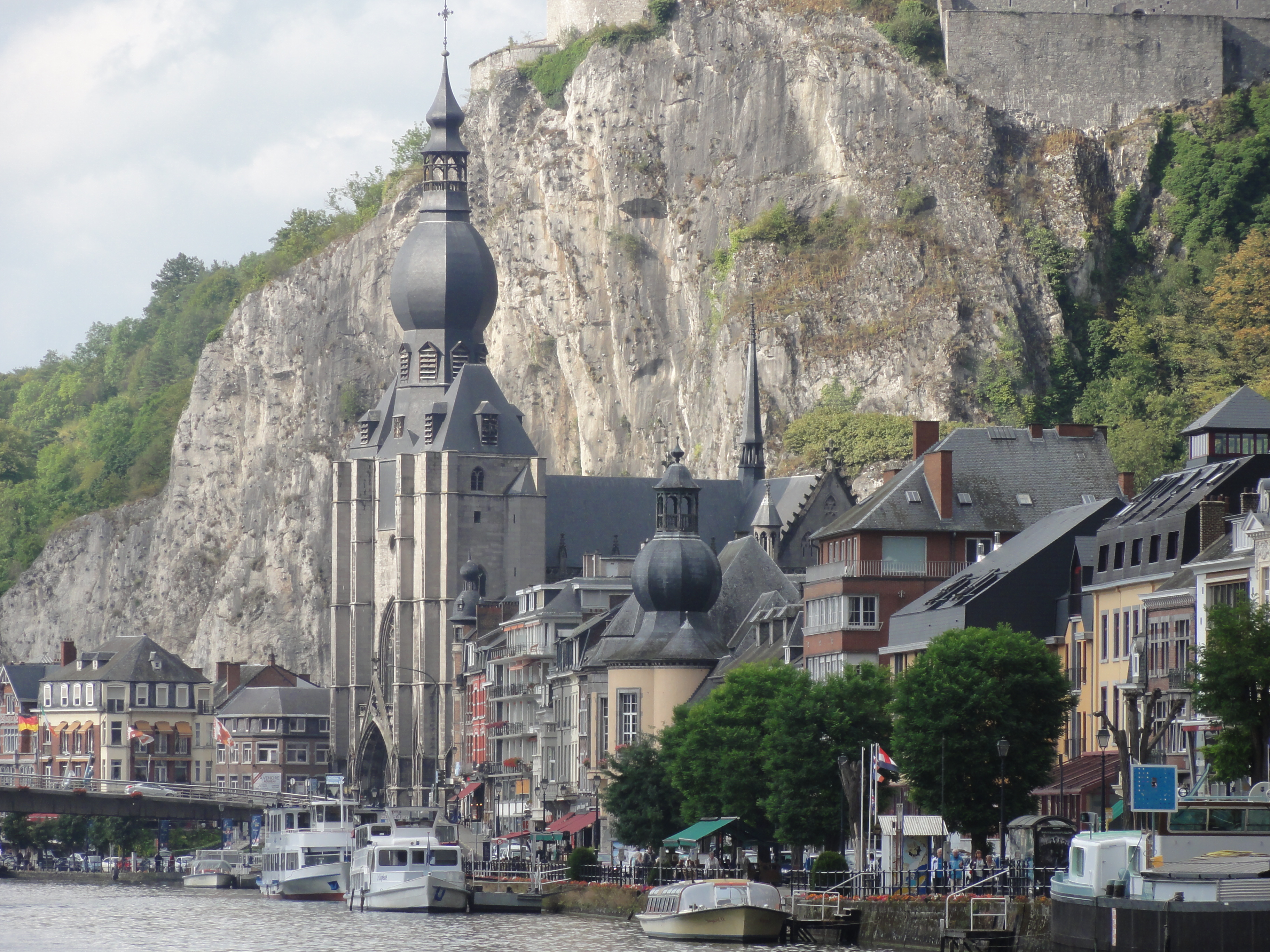
La collégiale.

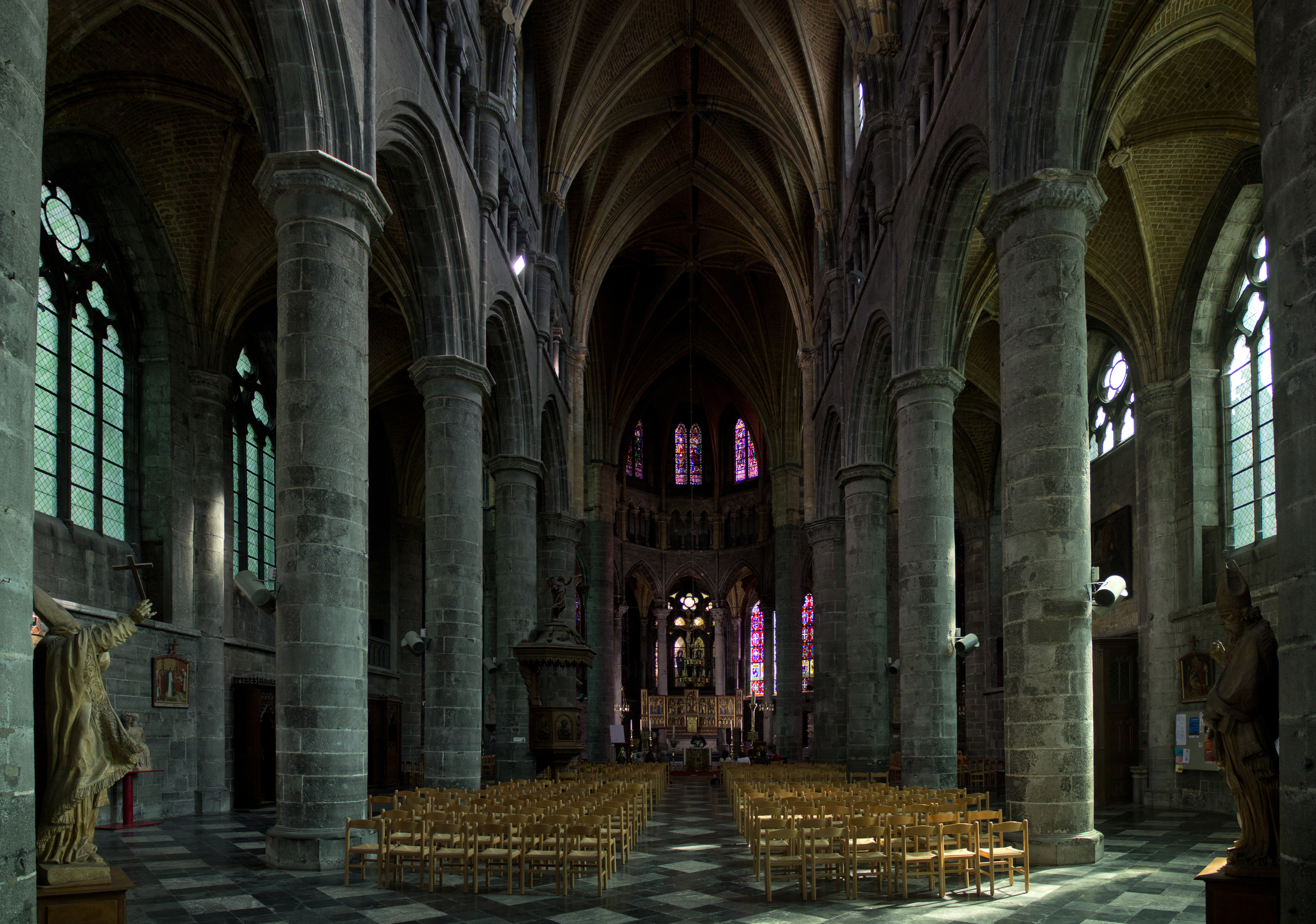
L'intérieur.
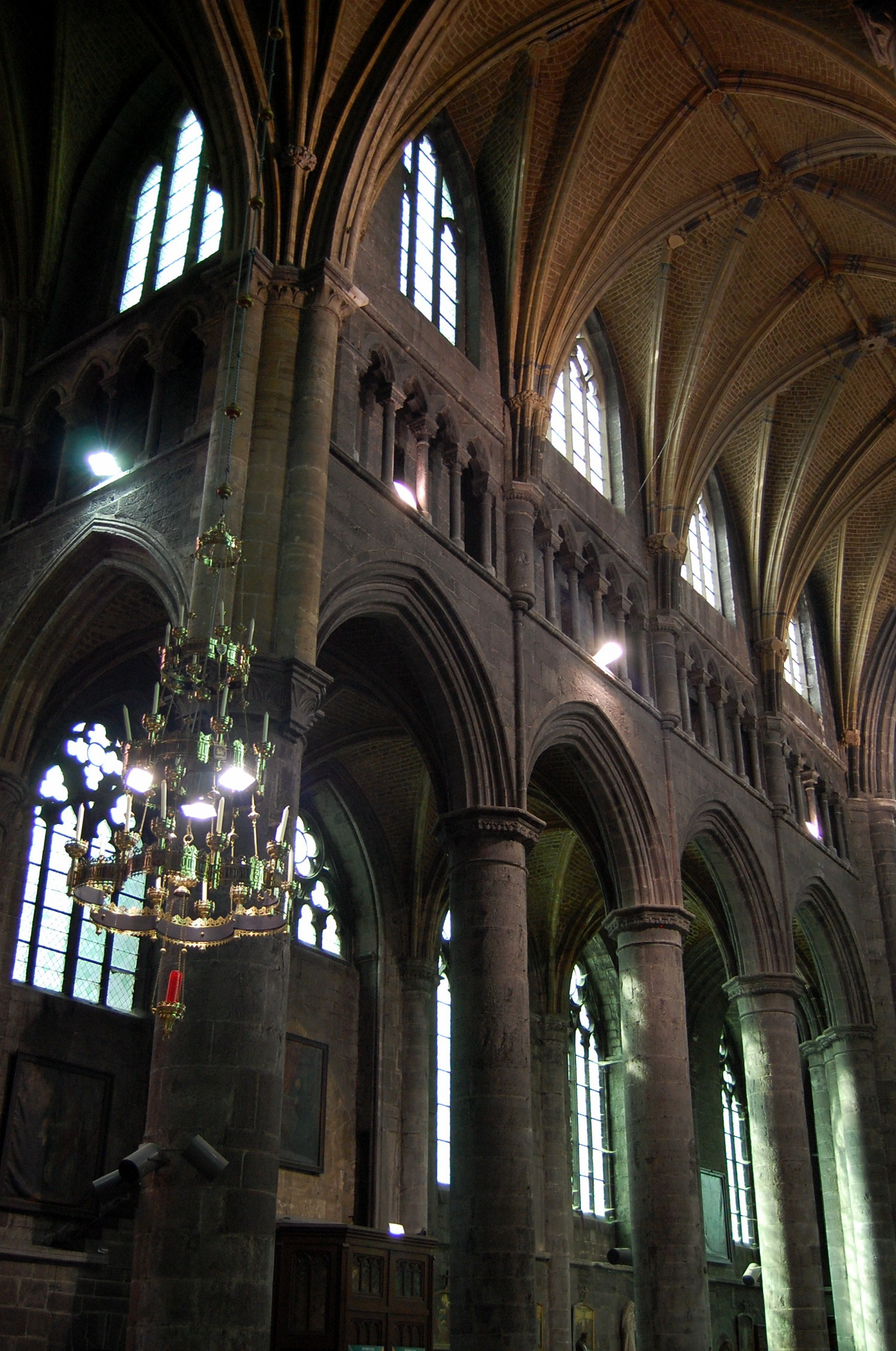
L'élévation de la nef
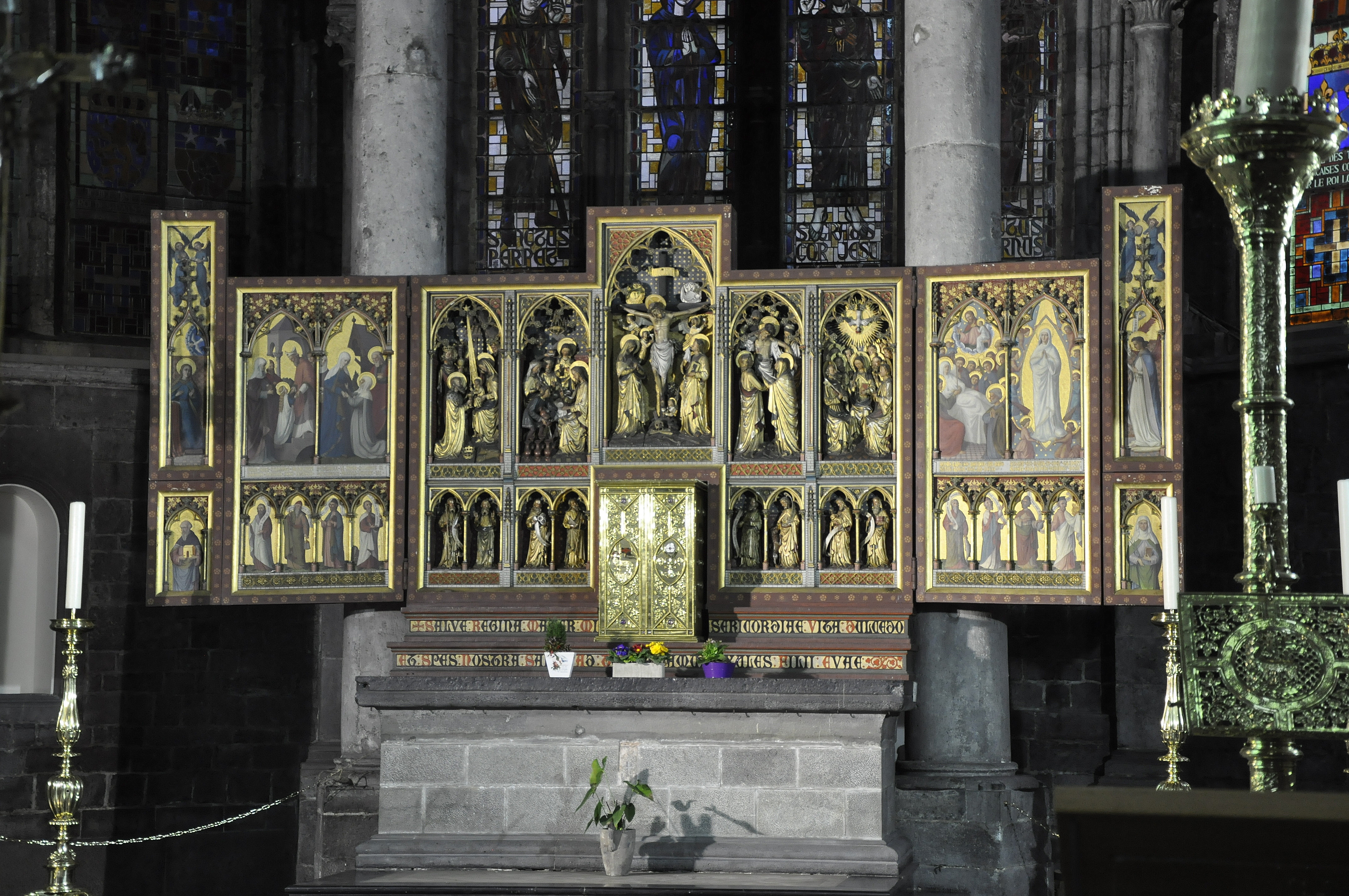
L'autel et son retable.
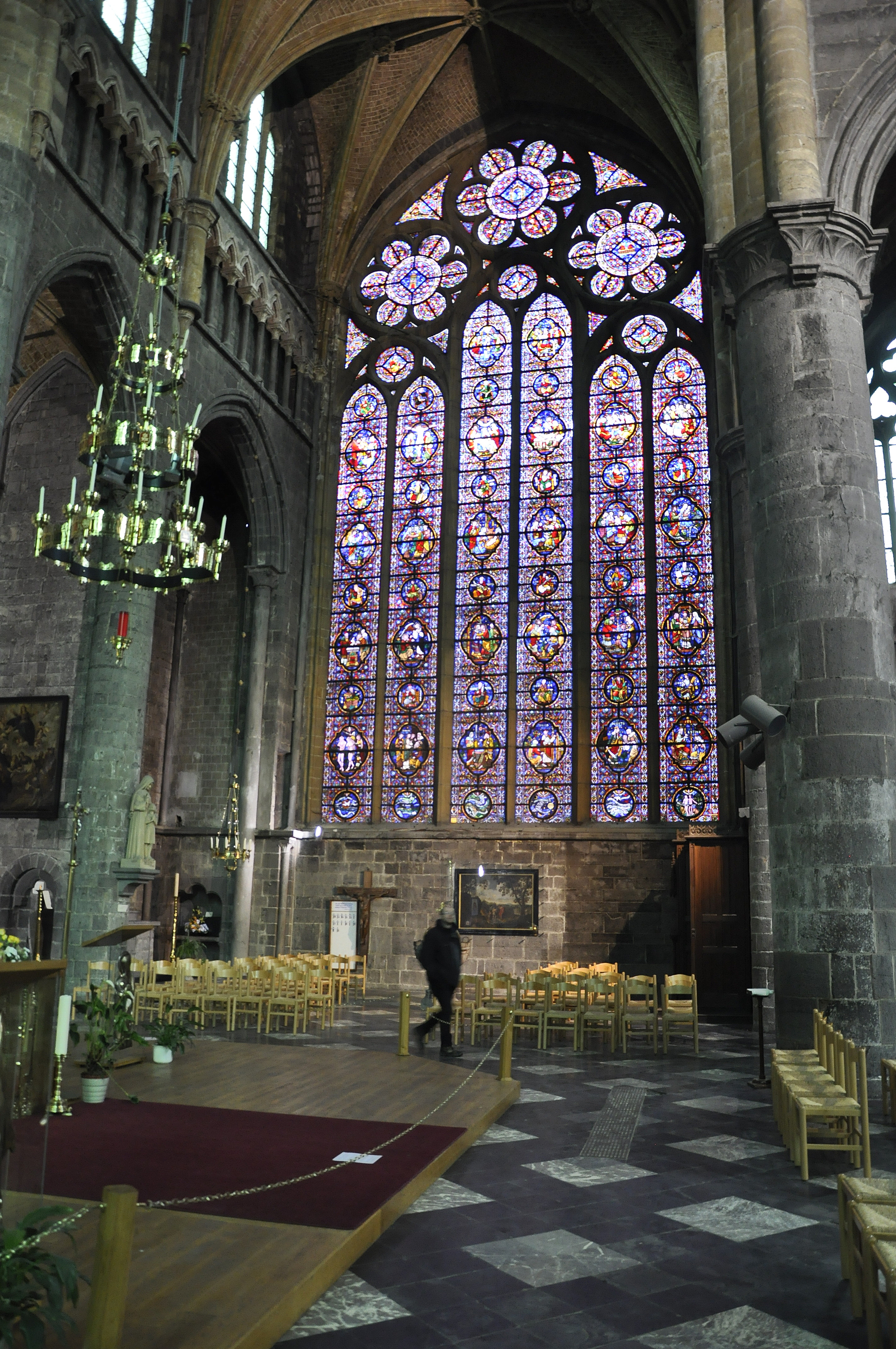
Le vitrail de Gustave Ladon.
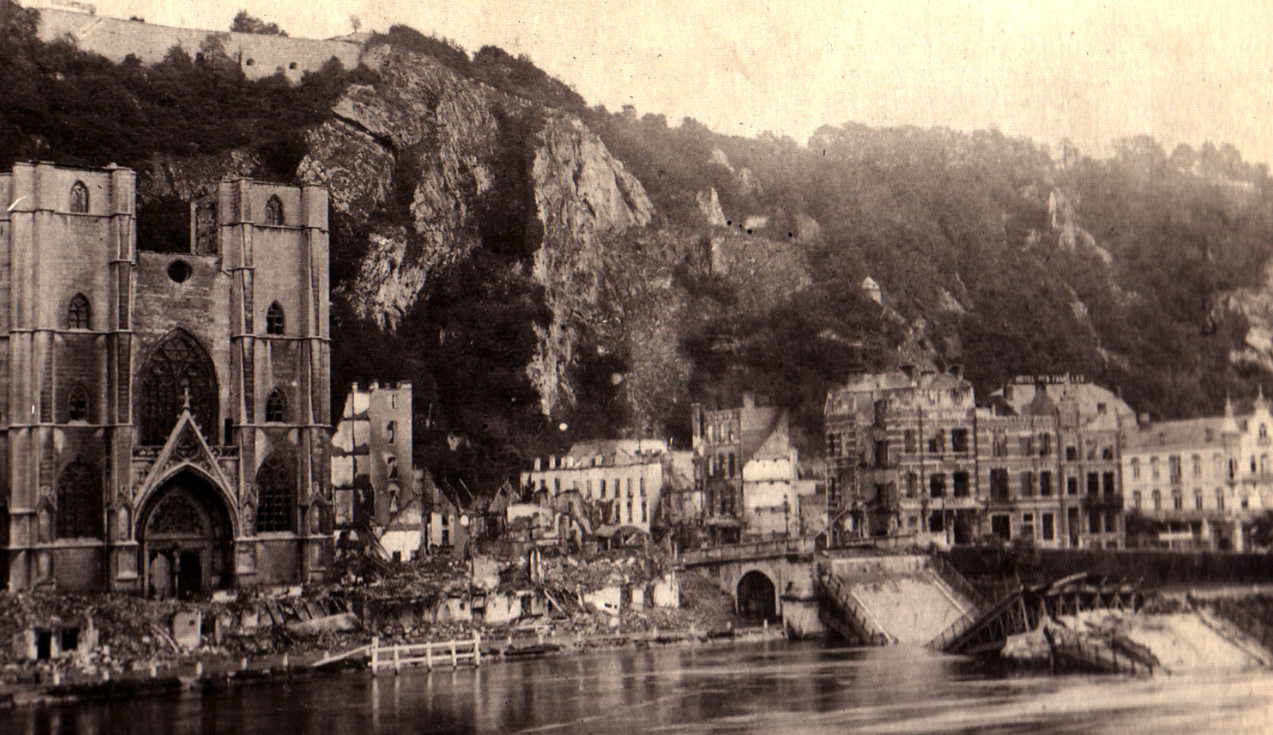
La collégiale (à gauche) détruite lors de la guerre (1914).
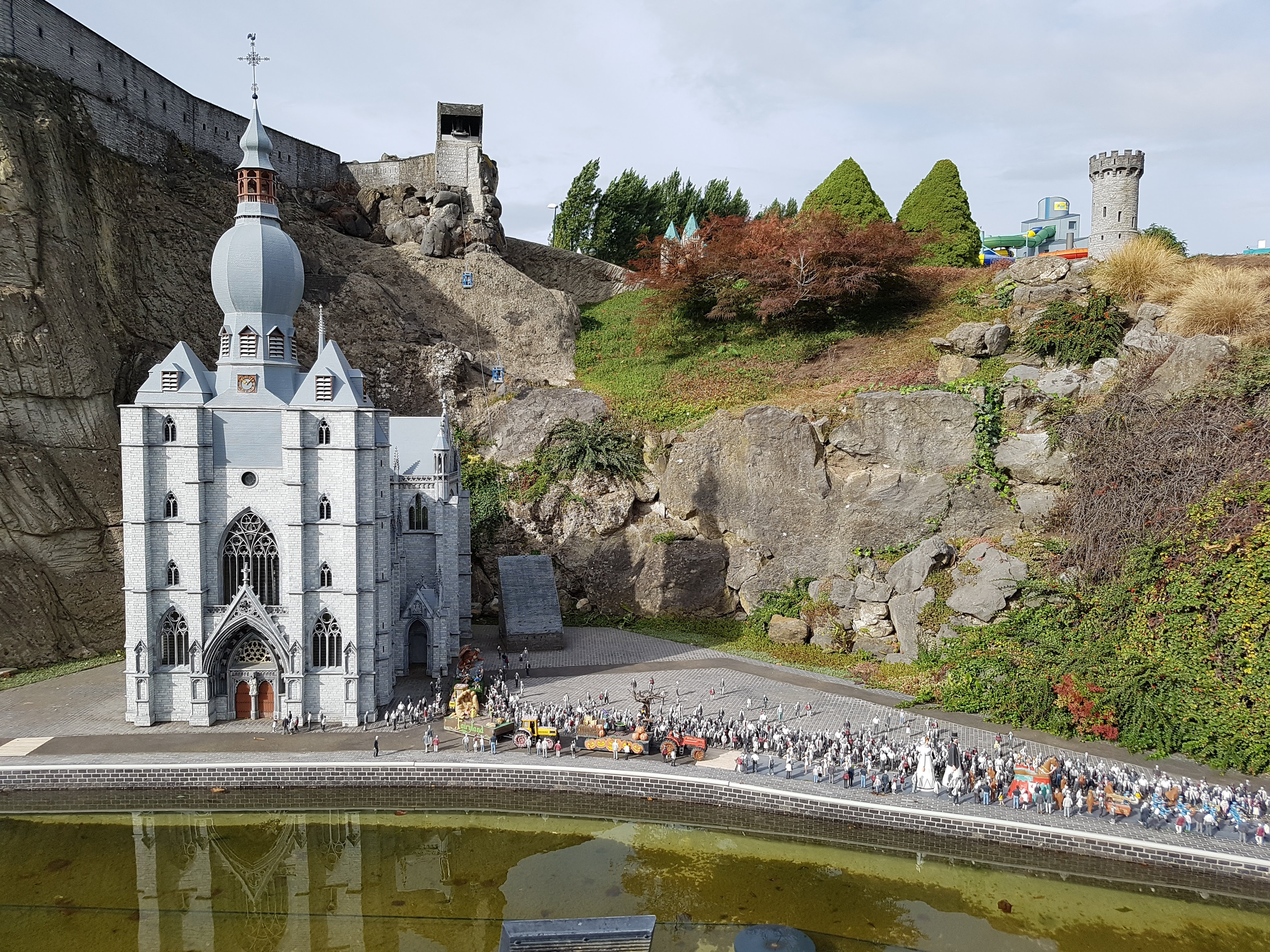
Une réplique de la collégiale Notre-Dame à Mini Europe.
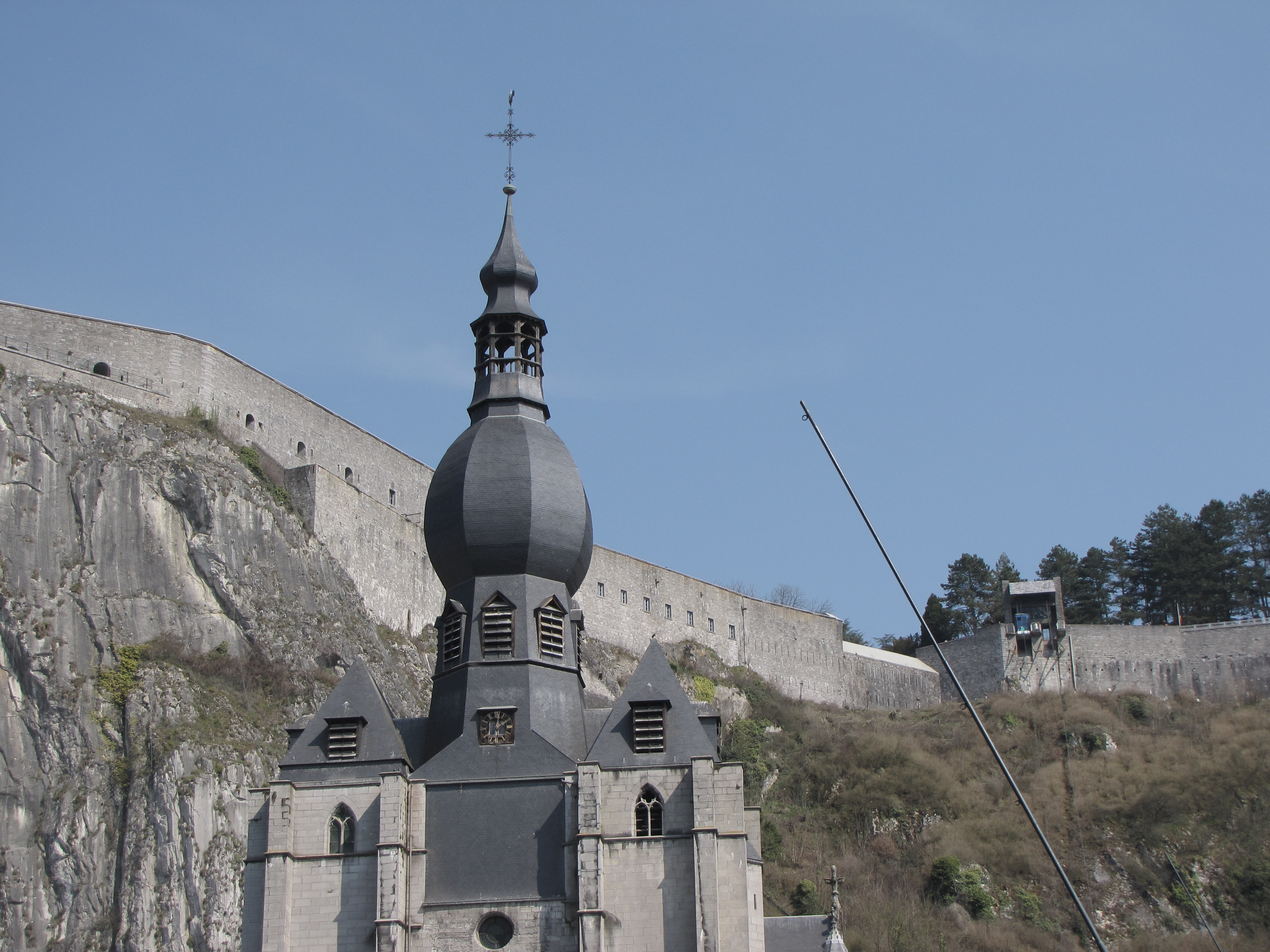
Le clocher en bulbe.
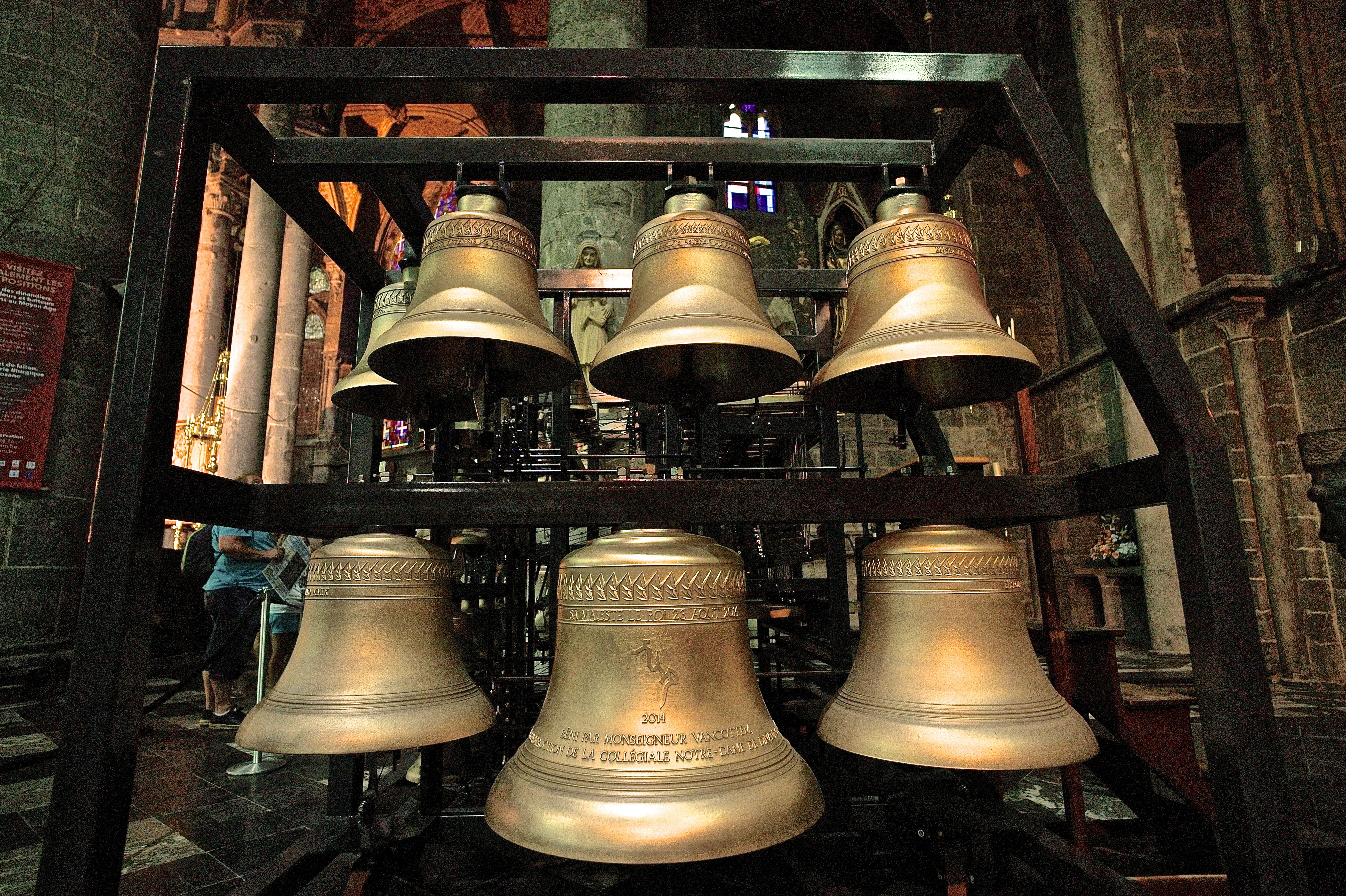
Le Carillon.
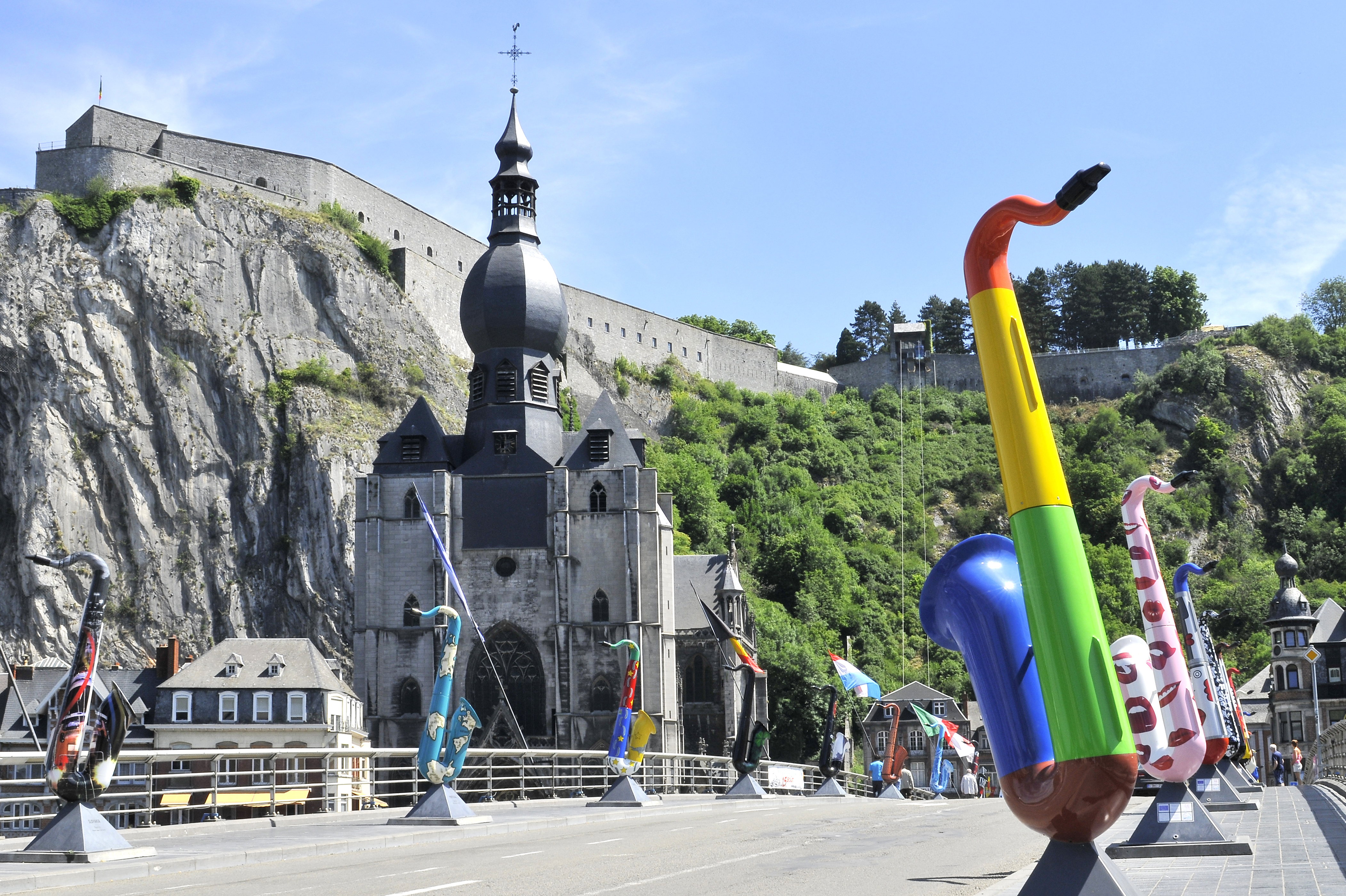
La collégiale et un alignement de saxophones ténors.